# Harpaston

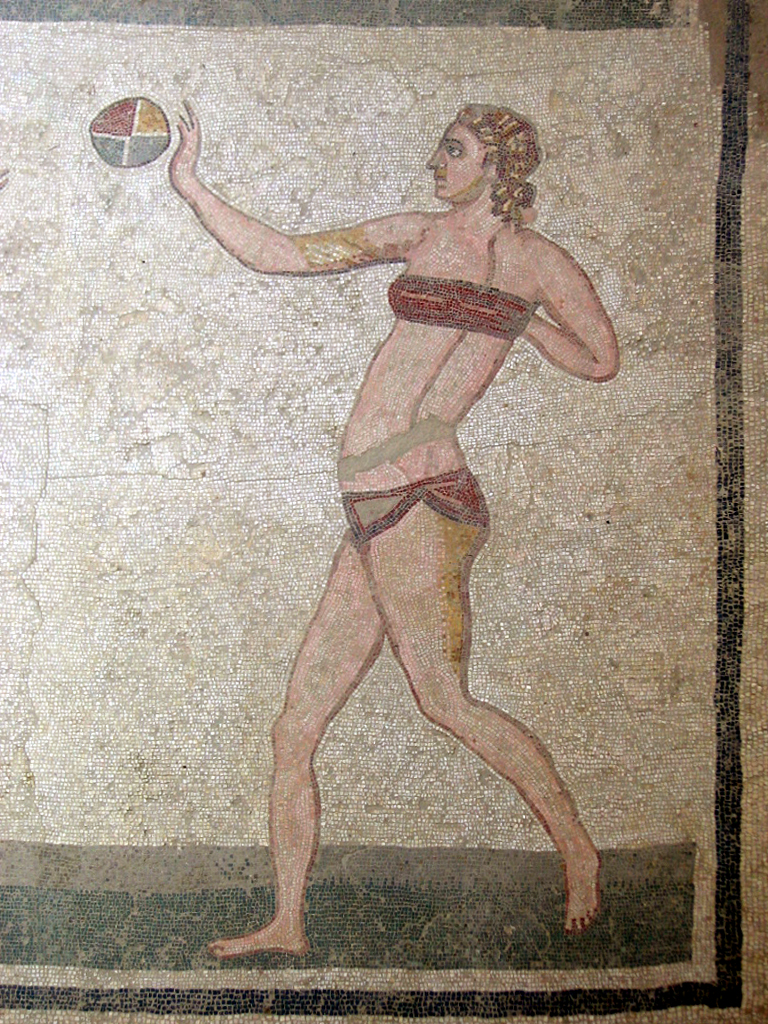
Mosaik in der Villa Romana del Casale

Harpaston (altgriechisch ἁρπαστόν ‚„rauben“, „schnell wegnehmen“‘) war ein Ballspiel der griechischen und römischen Antike. Es diente zur Körperertüchtigung. Die Römer nannten das Spiel Harpastum („Die Übungen mit dem kleinen Ball“). Bis in das 5. Jahrhundert gehörte es zu den populärsten römischen Ballsportarten.

## Regeln
Über die genauen Regeln ist nicht viel überliefert. Es wird davon ausgegangen, dass Griechen und Römer das Spiel nach ähnlichen Regeln bestritten. Nach heutigen Gesichtspunkten war es eine Mischung aus Rugby und Handball. Es wurde mit zwei Mannschaften auf einem rechteckigen Spielfeld gespielt. An den beiden Enden des Spielfeldes war in 75 Schritten Entfernung eine Mallinie. Ziel des Spieles war es, den Ball hinter die Mallinie der gegnerischen Mannschaft zu bringen. Jede Mannschaft bestand aus vermutlich 5 bis 12 Spielern. Der Ball konnte sowohl aus der Luft gefangen als auch mit der Hand geschlagen oder geworfen werden. Körperbetonte Zweikämpfe waren offensichtlich elementarer Bestandteil des Spiels. Der Ball bestand aus einer Schweinsblase.
Clemens von Alexandria spricht von einem Ballspiel mit dem Namen Phaininda (φαινίνδα) und sagt, dass „es mit einem kleinen Ball in der Sonne gespielt wird und für Männer ganz gut geeignet sei“. Nach Iulius Pollux und Athenaios ist es das gleiche Spiel wie Harpaston. Es wurde „auf staubigem Boden“ gespielt.
Der Gladiatorenarzt Galenos hebt in seinen Schriften hervor, dass das „Spiel mit dem kleinen Ball“ sehr kostengünstig sei und so auch von den Ärmsten gespielt werden könne. Zudem sei es von allen Leibesübungen die vielseitigste, die sich auf den ganzen Körper positiv auswirke. Auch sei die Verletzungsgefahr deutlich geringer als bei anderen Sportarten (der damaligen Zeit).